# 大瀧新之助
大瀧 新之助（おおたき しんのすけ、1871年12月9日〈明治4年10月27日〉 - 没年不明）は、日本の弁護士、実業家。族籍は京都府士族。

## 人物
旧米沢藩士・大瀧忠徳の長男。1899年、東京帝国大学法科大学英法科を卒業、法学士の学位を得る。1900年、家督を相続する。
弁護士を開業し、京都市に於いて訴訟事務に従事する。傍ら会社の重役である。東亜組社長、昭和電球相談役、山城銀行取締役、京都精米、山城銀行、日本硬化煉瓦各監査役などをつとめる。
趣味は囲碁、俳句、書画。宗教は禅宗。住所は京都市上京区寺町通今出川上ル。

## 家族・親族
大瀧家
- 父・忠徳（山形士族[3]、旧米沢藩士[4][6]）
- 妻・しん（1873年 - ?、山形、庄田俊雄の姉）[6]
- 長男・忠雄（1899年 - ?、京都帝国大学農学部農場勤務）[4]
  - 同妻・ゑみ（1904年 - ?、滋賀、中川喜美枝の姉）[4][6]
- 二男・忠之（1900年 - 1983年、山形士族・古海清蔵の養母の養子となる）[3]
- 長女・歌子（1903年 - ?、鳥取、久埜茂の弟昇の妻）[4]
- 庶子[6]
- 孫[6]

親戚
- 久埜茂[4]（逓信官僚）